# Нантун
Нантун (на китайски: 南通; пинин: Nántōng) е град в провинция Дзянсу в Източен Китай. Разположен е в делтата на река Яндзъ. Нантон е с население от 611 736 жители (2008 г.), а населението на административния район е 7 283 622 жители (2010 г.). Пощенският му код е 226000 за централната част, а 226100 – 226600 за други райони.
В града е развита текстилната, мелничарската, тютюневата, хранителната промишленост, дървообработката и оризопроизводството.